# Buxtehude-Werke-Verzeichnis
Das Buxtehude-Werke-Verzeichnis (BuxWV) ist ein Verzeichnis der Werke von Dieterich Buxtehude. Es wurde von Georg Karstädt zusammengestellt und 1974 veröffentlicht. Eine zweite Auflage mit kleinen Änderungen und Ergänzungen erschien 1984.
Das Buxtehude-Werke-Verzeichnis ist ein systematisches Verzeichnis. Wegen der Schwierigkeit einer chronologischen Einordnung sind die Vokalwerke alphabetisch sortiert, ebenso die choralgebundenen Orgelwerke. Verschollene Werke sind am Ende der jeweiligen Gruppen einsortiert. (BuxWV 225 wurde erst kurz vor der Veröffentlichung gefunden und fällt deshalb aus der systematischen Ordnung heraus.)

## Kantaten (BuxWV 1–112)
- BuxWV 1 – Accedite gentes, accurite populi
- BuxWV 2 – Afferte Domino gloriam honorem, Manuskript in Dübensammlung
- BuxWV 3 – All solch dein Güt wir preisen, Manuskript in Düben-Sammlung
- BuxWV 4 – Alles, was ihr tut mit Worten oder mit Werken, Manuskript in Düben-Sammlung / Merseburger Kassel 1948/2005, ISMN M-2007-0942-1 (Digitalisat (PDF; 3,6 MB) der Ausgabe 1948)
- BuxWV 5 – Also hat Gott die Welt geliebet, Carus Stuttgart 2005 ISMN M-007-02894-7 / Bärenreiter Kassel 2005, ISMN M-006-40129-1 / Edition Butorac München 2004
- BuxWV 6 – An filius non est Dei, fons gratiae salus rei, Manuskript in Düben-Sammlung
- BuxWV 7 – Aperite mihi portas justitiae, Manuskript in Düben-Sammlung
- BuxWV 8 – Att du, Jesu, will mig höra
- BuxWV 9 – Bedenke, Mensch, das Ende, bedenke deinen Tod, Manuskript in Düben-Sammlung
- BuxWV 10 – Befiehl dem Engel, daß er komm, Manuskript in Düben-Sammlung, Bärenreiter Kassel 1931/1969/2003, ISMN M-006-40330-1 / Carus Stuttgart 2007
- BuxWV 11 – Canite Jesu nostro citharae, cymbala, organa, Manuskript in Düben-Sammlung, Bärenreiter Kassel 2004, ISMN M-006-43304-9
- BuxWV 12 – Cantate Domino canticum novum, Manuskript in Düben-Sammlung, Bärenreiter Kassel 2004, ISMN M-006-40335-6
- BuxWV 13 – Das neugeborne Kindelein, das herzeliebe Jesulein, Manuskript in Düben-Sammlung, Bärenreiter Kassel 2006, ISMN M-006-40459-9
- BuxWV 14 – Dein edles Herz, der Liebe Thron, Manuskript in Düben-Sammlung
- BuxWV 15 – Der Herr ist mit mir, darum fürchte ich mich nicht, Manuskript in Düben-Sammlung, Bärenreiter Kassel 2006, ISMN M-006-43128-1
- BuxWV 16 – Dies ist der Tag
- BuxWV 17 – Dixit Dominus Domino meo, Manuskript in Düben-Sammlung, Edition Butorac München 2007
- BuxWV 18 – Domine, salvum fac regem et exaudi nos, Manuskript in Düben-Sammlung
- BuxWV 19 – Drei schöne Dinge sind, Manuskript in Düben-Sammlung
- BuxWV 20 – Du Friedenfürst, Herr Jesu Christ, Manuskript in Düben-Sammlung
- BuxWV 21 – Du Friedenfürst, Herr Jesu Christ, Manuskript in Düben-Sammlung
- BuxWV 22 – Du Lebensfürst, Herr Jesu Christ, Manuskript in Düben-Sammlung
- BuxWV 23 – Ecce, nunc benedicite Domino
- BuxWV 24 – Eins bitte ich vom Herrn
- BuxWV 25 – Entreißt euch, meine Sinnen, Edition Butorac München 2004
- BuxWV 26 – Erfreue dich, Erde! Du Himmel erschall!, Merseburger Kassel 1997, ISMN M-2007-1110-3
- BuxWV 27 – Erhalt uns, Herr, bei deinem Wort, Bärenreiter Kassel 1956 / Carus Stuttgart 2007 / Merseburger Kassel 1956
- BuxWV 28 – Fallax mundus ornat vultus, Edition Butorac München 2004
- BuxWV 29 – Frohlocket mit Händen
- BuxWV 30 – Fürchtet euch nicht, siehe ich verkündige euch große Freude, Willi Müller Heidelberg 2002, ISMN M-2021-0352-4
- BuxWV 31 – Fürwahr, er trug unsere Krankheit, Bärenreiter Kassel 2007 (7. Auflage), ISMN M-006-40811-5
- BuxWV 32 – Gen Himmel zu dem Vater mein, Edition Butorac München 2004
- BuxWV 33 – Gott fähret auf mit Jauchzen
- BuxWV 34 – Gott, hilf mir, denn das Wasser geht mir bis an die Seele
- BuxWV 35 – Herr, auf dich traue ich, Edition Butorac München 2004
- BuxWV 36 – Herr, ich lasse dich nicht, Bärenreiter Kassel 2007
- BuxWV 37 – Herr, nun läßt du deinen Diener in Frieden fahren, Edition Butorac München 2007
- BuxWV 38 – Herr, wenn ich nur dich hab, Edition Butorac München 2004
- BuxWV 39 – Herr, wenn ich nur dich habe, Edition Butorac München 2012
- BuxWV 40 – Herren vår Gud – Der Herr erhöre dich, Merseburger Kassel 1956/1999, ISMN M-2007-1071-7
- BuxWV 41 – Herzlich lieb hab ich dich, o Herr, Bärenreiter Kassel 1956/2004, ISMN M-006-40346-2
- BuxWV 42 – Herzlich tut mich verlangen
- BuxWV 43 – Heut triumphieret Gottes Sohn, Bärenreiter Kassel 2006, ISMN M-006-41352-2
- BuxWV 44 – Ich bin die Auferstehung und das Leben, Edition Butorac München 2012
- BuxWV 45 – Ich bin eine Blume zu Saron, Edition Butorac München 2012
- BuxWV 46 – Ich habe Lust abzuscheiden
- BuxWV 47 – Ich habe Lust abzuscheiden
- BuxWV 48 – Ich halte es dafür, daß dieser Zeit Leiden der Herrlichkeit nicht wert sei
- BuxWV 49 – Ich sprach in meinem Herzen, Edition Butorac München 2012
- BuxWV 50 – Ich suchte des Nachts in meinem Bette
- BuxWV 51 – Ihr lieben Christen, freut euch nun
- BuxWV 52 – In dulci jubilo, nun singet und seid froh, Bärenreiter Kassel 1977/2003, ISMN M-006-40397-4 / MDH Nördlingen 2000 / Carus Stuttgart 1968/1991
- BuxWV 53 – In te, Domine, speravi. Non confundar in aeternum
- BuxWV 54 – Ist es recht, daß man dem Kaiser Zinse gebe oder nicht?
- BuxWV 55 – Je höher du bist, je mehr dich demütige
- BuxWV 56 – Jesu dulcis memoria
- BuxWV 57 – Jesu dulcis memoria
- BuxWV 58 – Jesu, komm, mein Trost und Lachen
- BuxWV 59 – Jesu, meine Freud und Lust, Edition Butorac München 2007
- BuxWV 60 – Jesu, meine Freude, meines Herzens Weide, Bärenreiter Kassel 1931/2007, ISMN M-006-40284-7 / Carus Stuttgart 1982/1990
- BuxWV 61 – Jesu, meiner Freuden Meister
- BuxWV 62 – Jesu, meines Lebens Leben, Merseburger Kassel 1997, ISMN M-2007-1082-3
- BuxWV 63 – Jesulein, du Tausendschön, Blümlein aus dem Himmelsgarten
- BuxWV 64 – Jubilate Domino omnis terra, Edition Butorac München 2007, Edition Güntersberg Heidelberg 2006, ISMN M-50174-099-4
- BuxWV 65 – Klinget mit Freuden, ihr klaren Klarinen
- BuxWV 66 – Kommst du, kommst du, Licht der Heiden
- BuxWV 67 – Lauda anima mea Dominum, Edition Butorac München 2004
- BuxWV 68 – Lauda Sion Salvatorem, Bärenreiter Kassel 2005 (17. Auflage), ISMN M-006-40275-5
- BuxWV 69 – Laudate, pueri, Dominum, laudate nomen Domini
- BuxWV 70 – Liebster, meine Seele saget
- BuxWV 71 – Lobe den Herrn, meine Seele, Edition Butorac München 2007
- BuxWV 72 – Mein Gemüt erfreuet sich
- BuxWV 73 – Mein Herz ist bereit, Gott, daß ich singe und lobe, Edition Butorac München 2007
- BuxWV 74 – Meine Seele, willtu ruhn
- BuxWV 75 – Membra Jesu nostri, Merseburger Kassel 1948/2007, ISMN M-2007-1116-5
- BuxWV 76 – Mit Fried und Freud (Fried- und freudenreiche Hinfahrt) – Begräbnismusik für Buxtehudes Vater, Johann Buxtehude
- BuxWV 77 – Nichts soll uns scheiden von der Liebe Gottes
- BuxWV 78 – Nimm von uns, Herr, du treuer Gott
- BuxWV 79 – Nun danket alle Gott
- BuxWV 80 – Nun freut euch, ihr Frommen, mit mir
- BuxWV 81 – Nun laßt uns Gott dem Herren Dank sagen, Sonat-Verlag Kleinmachnow 2016, ISMN 979-0-50254-064-7 / Merseburger Kassel 1955/2003, ISMN M-2007-1055-7
- BuxWV 82 – O clemens, o mitis, o coelestis Pater, Edition Butorac München 2012
- BuxWV 83 – O dulcis Jesu, o amor cordis mei, Edition Butorac München 2004
- BuxWV 84 – O fröhliche Stunden, o fröhliche Zeit, Edition Butorac München 2004
- BuxWV 85 – O fröhliche Stunden, o herrliche Zeit, Merseburger Kassel 1964/1999, ISMN M-2007-1093-9
- BuxWV 86 – O Gott, wir danken deiner Güt'
- BuxWV 87 – O Gottes Stadt, o güldnes Licht, Edition Butorac München 2012
- BuxWV 88 – O Jesu mi dulcissime
- BuxWV 89 – O lux beata trinitas et principalis unitas
- BuxWV 90 – O wie selig sind, die zu dem Abendmahl des Lammes berufen sind
- BuxWV 91 – Pange lingua gloriosi, corporis mysterium
- BuxWV 92 – Quemadmodum desiderat cervus, Edition Butorac München 2007
- BuxWV 93 – Salve desiderium, salve clamor gentium
- BuxWV 94 – Salve Jesu, Patris gnate unigenite
- BuxWV 95 – Schaffe in mir, Gott, ein rein Herz, Edition Butorac München 2004
- BuxWV 96 – Schwinget euch himmelan, Herzen und Sinnen (Lübeck-Kantate)
- BuxWV 97 – Sicut Moses exaltavit serpentem, Edition Butorac München 2004
- BuxWV 98 – Singet dem Herrn ein neues Lied, Carus Stuttgart 2006 / Edition Butorac München 2004 / Bärenreiter Kassel 2004, ISMN M-006-40040-9
- BuxWV 99 – Surrexit Christus hodie
- BuxWV 100 – Wachet auf, ruft uns die Stimme, Carus Stuttgart 1963/1990/1992
- BuxWV 101 – Wachet auff, rufft uns die Stimme, Bärenreiter Kassel 2006, ISMN M-006-41351-5
- BuxWV 102 – Wär Gott nicht mit uns diese Zeit, Carus Stuttgart 2007 / Merseburger Kassel 1957
- BuxWV 103 – Walts Gott, mein Werk ich lasse, Carus Stuttgart 2007 / Merseburger Kassel 1955
- BuxWV 104 – Was frag ich nach der Welt und allen ihren Schätzen, Carus Stuttgart 2005, ISMN M-007-05353-6
- BuxWV 105 – Was mich auf dieser Welt betrübt, Edition Butorac München 2004
- BuxWV 106 – Welt, packe dich, ich sehne mich nur nach dem Himmel
- BuxWV 107 – Wenn ich, Herr Jesu, habe dich, Edition Butorac München 2007
- BuxWV 108 – Wie schmeckt es so lieblich und wohl
- BuxWV 109 – Wie soll ich dich empfangen, Merseburger Kassel 1999, ISMN M-2007-0993-3
- BuxWV 110 – Wie wird erneuet, wie wird erfreuet
- BuxWV 111 – Wo ist doch mein Freund geblieben?
- BuxWV 112 – Wo soll ich fliehen hin?, Merseburger Kassel 1958

## Weitere Vokalwerke (BuxWV 113–135)

### Liturgische Werke
- BuxWV 113 – Benedicam Dominum in omni tempore (Motette für 6 Chöre), Manuskript in Düben-Sammlung, Ausgabe: Bibliothek der Hansestadt Lübeck 2003
- BuxWV 114 – Missa brevis, Bärenreiter Kassel 1928 (21. Auflage 2007), ISMN M-006-40119-2

### Hochzeitsarien
- BuxWV 115 – Auf, Saiten, auf! Laßt euren Schall erklingen! (für Dorothea und Christoph Siricius, 1673)
- BuxWV 116 – Auf, stimmet die Saiten, Gott Phoebus tritt ein, Manuskript in Düben-Sammlung
- BuxWV 117 – Deh credete il vostro vanto für Joachim Lothar Carstens und Anna Catharina Leopold 1695[1]
- BuxWV 118 – Gestreuet mit Blumen
- BuxWV 119 – Klinget für Freuden, ihr lärmen Klarinen
- BuxWV 120 – O fröhliche Stunden, o herrlicher Tag
- BuxWV 121 – Opachi boschetti
- BuxWV 122 – Schlagt, Künstler, die Pauken und Saiten

### Kanons
- BuxWV 123 – Canon duplex per Augmentationem
- BuxWV 124 – Divertissons-nous aujourd'hui
- BuxWV 124a – Canon quadruplex à 5 (zu Ehren Johann Adam Reinckens)

### Werktitel ohne erhaltene Musik
- BuxWV 125 – Christum lieb haben ist viel besser
- BuxWV 126 – Musik zur Einweihung des Fredenhagen-Altars
- BuxWV 127 – Pallidi salvete

### Abendmusiken
- BuxWV 128 – Die Hochzeit des Lamms / Und die freudenvolle Einholung der Braut zu derselben (verschollen)
- BuxWV 129 – Das allerschröcklichste und allererfreulichste, nemlich Ende der Zeit und Anfang der Ewigkeit
- BuxWV 130 – Himmlische Seelenlust auf Erden (verschollen)
- BuxWV 131 – Der verlorene Sohn (verschollen)
- BuxWV 132 – Hundertjähriges Gedicht (verschollen)
- BuxWV 133 – Die Abendmusiken des Jahres 1700 (verschollen)
- BuxWV 134 – Castrum Doloris 1705 (Partitur verschollen, Textbuch erhalten Digitalisat)
- BuxWV 135 – Templum Honoris (Textbuch Digitalisat)

## Werke für Orgel (BuxWV 136–225)
- BuxWV 136 – Präludium in C
- BuxWV 137 – Präludium in C
- BuxWV 138 – Präludium in C
- BuxWV 139 – Präludium in D
- BuxWV 140 – Präludium in d
- BuxWV 141 – Präludium in E
- BuxWV 142 – Präludium in e
- BuxWV 143 – Präludium in e
- BuxWV 144 – Präludium in F
- BuxWV 145 – Präludium in F
- BuxWV 146 – Präludium in fis
- BuxWV 147 – Präludium in G
- BuxWV 148 – Präludium in g
- BuxWV 149 – Präludium in g
- BuxWV 150 – Präludium in g
- BuxWV 151 – Präludium in A
- BuxWV 152 – Präludium in a (phrygisch)
- BuxWV 153 – Präludium in a
- BuxWV 154 – Präludium in B
- BuxWV 155 – Toccata in d
- BuxWV 156 – Toccata in F
- BuxWV 157 – Toccata in F
- BuxWV 158 – Praeambulum
- BuxWV 159 – Ciacona in c
- BuxWV 160 – Ciacona in e
- BuxWV 161 – Passacaglia in d
- BuxWV 162 – Präludium in G (manualiter)
- BuxWV 163 – Präludium g
- BuxWV 164 – Toccata in G (manualiter)
- BuxWV 165 – Toccata in G
- BuxWV 166 – Canzona in C
- BuxWV 167 – Canzonetta in C
- BuxWV 168 – Canzonetta in d
- BuxWV 169 – Canzonetta in e
- BuxWV 170 – Canzona in G
- BuxWV 171 – Canzonetta in G
- BuxWV 172 – Canzonetta in G
- BuxWV 173 – Canzonetta g
- BuxWV 174 – Fuge in C
- BuxWV 175 – Fuge in G
- BuxWV 176 – Fuge in B
- BuxWV 177 – Ach Gott und Herr
- BuxWV 178 – Ach Herr, mich armen Sünder
- BuxWV 179 – Auf meinen lieben Gott
- BuxWV 180 – Christ, unser Herr, zum Jordan kam
- BuxWV 181 – Danket dem Herren, denn er ist sehr freundlich
- BuxWV 182 – Der Tag, der ist so freudenreich
- BuxWV 183 – Durch Adams Fall ist ganz verderbt
- BuxWV 184 – Ein feste Burg ist unser Gott
- BuxWV 185 – Erhalt uns, Herr, bei deinem Wort
- BuxWV 186 – Es ist das Heil uns kommen her
- BuxWV 187 – Es spricht der Unweisen Mund wohl
- BuxWV 188 – Gelobet seist du, Jesu Christ
- BuxWV 189 – Gelobet seist du, Jesu Christ
- BuxWV 190 – Gott der Vater wohn uns bei
- BuxWV 191 – Herr Christ, der einig Gottes Sohn
- BuxWV 192 – Herr Christ, der einig Gottes Sohn
- BuxWV 193 – Herr Jesu Christ, ich weiß gar wohl
- BuxWV 194 – Ich dank dir, lieber Herre
- BuxWV 195 – Ich dank dir schon durch deinen Sohn
- BuxWV 196 – Ich ruf zu dir, Herr Jesu Christ
- BuxWV 197 – In dulci jubilo
- BuxWV 198 – Jesus Christus, unser Heiland
- BuxWV 199 – Komm, Heiliger Geist, Herre Gott
- BuxWV 200 – Komm, Heiliger Geist, Herre Gott
- BuxWV 201 – Kommt her zu mir, spricht Gottes Sohn
- BuxWV 202 – Lobt Gott, ihr Christen, allzugleich
- BuxWV 203 – Magnificat Primi Toni
- BuxWV 204 – Magnificat Primi Toni
- BuxWV 205 – Magnificat Noni Toni
- BuxWV 206 – Mensch, willt du leben seliglich
- BuxWV 207 – Nimm von uns, Herr
- BuxWV 208 – Nun bitten wir den heiligen Geist
- BuxWV 209 – Nun bitten wir den heiligen Geist
- BuxWV 210 – Nun freut euch, lieben Christen g’mein
- BuxWV 211 – Nun komm, der Heiden Heiland
- BuxWV 212 – Nun lob, mein Seel, den Herren
- BuxWV 213 – Nun lob, mein Seel, den Herren
- BuxWV 214 – Nun lob, mein Seel, den Herren
- BuxWV 215 – Nun lob, mein Seel, den Herren
- BuxWV 216 – O lux beata Trinitas (als Fragment überliefert)
- BuxWV 217 – Puer natus in Bethlehem
- BuxWV 218 – Te Deum laudamus
- BuxWV 219 – Vater unser in Himmelreich
- BuxWV 220 – Von Gott will ich nicht lassen
- BuxWV 221 – Von Gott will ich nicht lassen
- BuxWV 222 – War Gott nicht mit uns diese Zeit
- BuxWV 223 – Wie schön leuchtet der Morgenstern
- BuxWV 224 – Wir danken dir, Herr Jesu Christ
- BuxWV 225 – Canzonetta in a

Werkausgaben
- Sämtliche Orgelwerke in zwei Bänden und Supplementband, hrsg. von Philipp Spitta und Max Seifert, Breitkopf & Härtel 1903–4 (Erstausgabe Spitta 1875–76).
- Sämtliche Orgelwerke in vier Bänden, hrsg. von Walter Kraft, Breitkopf & Härtel 1939.
- Ausgewählte Orgelwerke in drei Bänden, hrsg. von Hermann Keller, Peters 1938/1939/1966.
- Sämtliche Orgelwerke in vier Bänden, hrsg. von Josef Hedar, Edition Wilhelm Hansen 1952.
- Sämtliche Orgelwerke in vier Bänden, hrsg. von Klaus Beckmann, Breitkopf & Härtel 1973.
- Neue Ausgabe sämtlicher Orgelwerke in fünf Bänden, hrsg. von Christoph Albrecht, Bärenreiter 2007.
- Orgelwerke, kritische Quellenedition der freien Orgelwerke, hrsg. von Harald Vogel, Breitkopf & Härtel 2022.

## Werke für Klavier (BuxWV 226–251)
- BuxWV 226 – Suite in C
- BuxWV 227 – Suite in C
- BuxWV 228 – Suite in C
- BuxWV 229 – Suite in C
- BuxWV 230 – Suite in C
- BuxWV 231 – Suite in C
- BuxWV 232 – Suite in D
- BuxWV 233 – Suite in d
- BuxWV 234 – Suite in d
- BuxWV 235 – Suite in e
- BuxWV 236 – Suite in e
- BuxWV 237 – Suite in e
- BuxWV 238 – Suite in F
- BuxWV 239 – Suite in F
- BuxWV 240 – Suite in G
- BuxWV 241 – Suite in g
- BuxWV 242 – Suite in g
- BuxWV 243 – Suite in A
- BuxWV 244 – Suite in a
- BuxWV 245 – Courant simble in a
- BuxWV 246 – Aria
- BuxWV 247 – Aria: More Palatino
- BuxWV 248 – Aria Rofilis
- BuxWV 249 – Aria
- BuxWV 250 – Aria
- BuxWV 251 – 7 Klavier-Suiten, in denen die Natur und Eigenschaft der Planeten artig abgebildet sind (verschollen)

## Werke für Streicher (BuxWV 252–275)
- BuxWV 252–258 – 7 Triosonaten (für V, Va da gamba, Bc)
  - BuxWV 252 – Triosonate I in F
  - BuxWV 253 – Triosonate II in G
  - BuxWV 254 – Triosonate III in a
  - BuxWV 255 – Triosonate IV in B
  - BuxWV 256 – Triosonate V in C
  - BuxWV 257 – Triosonate VI in d
  - BuxWV 258 – Triosonate VII in e
- BuxWV 259–265 – 7 Triosonaten (für V, Va da gamba, Bc)
  - BuxWV 259 – Triosonate I in B
  - BuxWV 260 – Triosonate II in D
  - BuxWV 261 – Triosonate III in g
  - BuxWV 262 – Triosonate IV in c
  - BuxWV 263 – Triosonate V in A
  - BuxWV 264 – Triosonate VI in E
  - BuxWV 265 – Triosonate VII in F
- BuxWV 266 – Sonate in C (für V1, V2, Va da gamba, Bc)
- BuxWV 267 – Sonate in D (für Va da gamba, Vlne, Bc)
- BuxWV 268 – Sonate in D (für Va da gamba, Bc), Edition Güntersberg Heidelberg 2005
- BuxWV 269 – Sonate in F (für V1, V2, Va da gamba, Bc)
- BuxWV 270 – Sonate in F (für V1, V2, Bc)
- BuxWV 271 – Sonate in G (für V1, V2, Va da gamba, Bc)
- BuxWV 272 – Sonate in a (für V, Va da gamba, Bc)
- BuxWV 273 – Sonate in B (für V, Va da gamba, Bc)
- BuxWV 274 – Sonate (verloren?)
- BuxWV 275 – Sonate (verloren?)

## Anhang

### Zweifelhafte Werke
- Anhang 1 – Magnificat anima mea, Domine, Bärenreiter Kassel 2004, ISMN M-006-40337-0
- Anhang 2 – Man singet mit Freuden vom Sieg
- Anhang 3 – Oratorium in drei Akten, „Wacht! Euch zum Streit gefasset macht!“ (auch genannt „Das Jüngste Gericht“), Manuskript in Düben-Sammlung, Carus Stuttgart 2007, ISMN M-007-09086-9
- Anhang 4 – Natalitia sacra
- Anhang 5 – Sonata
- Anhang 6 – Courante in d
- Anhang 7 – Courante in G
- Anhang 8 – Simphonie in G

### Fälschlich zugeschriebene Werke
- Anhang 9 – Erbarm dich mein, o Herre Gott
- Anhang 10 – Laudate Dominum omnes gentes
- Anhang 11 – Erhalt uns Herr, bei deinem Wort
- Anhang 12 – Suite in d
- Anhang 13 – Suite in g